# Sound Blaster X-Fi

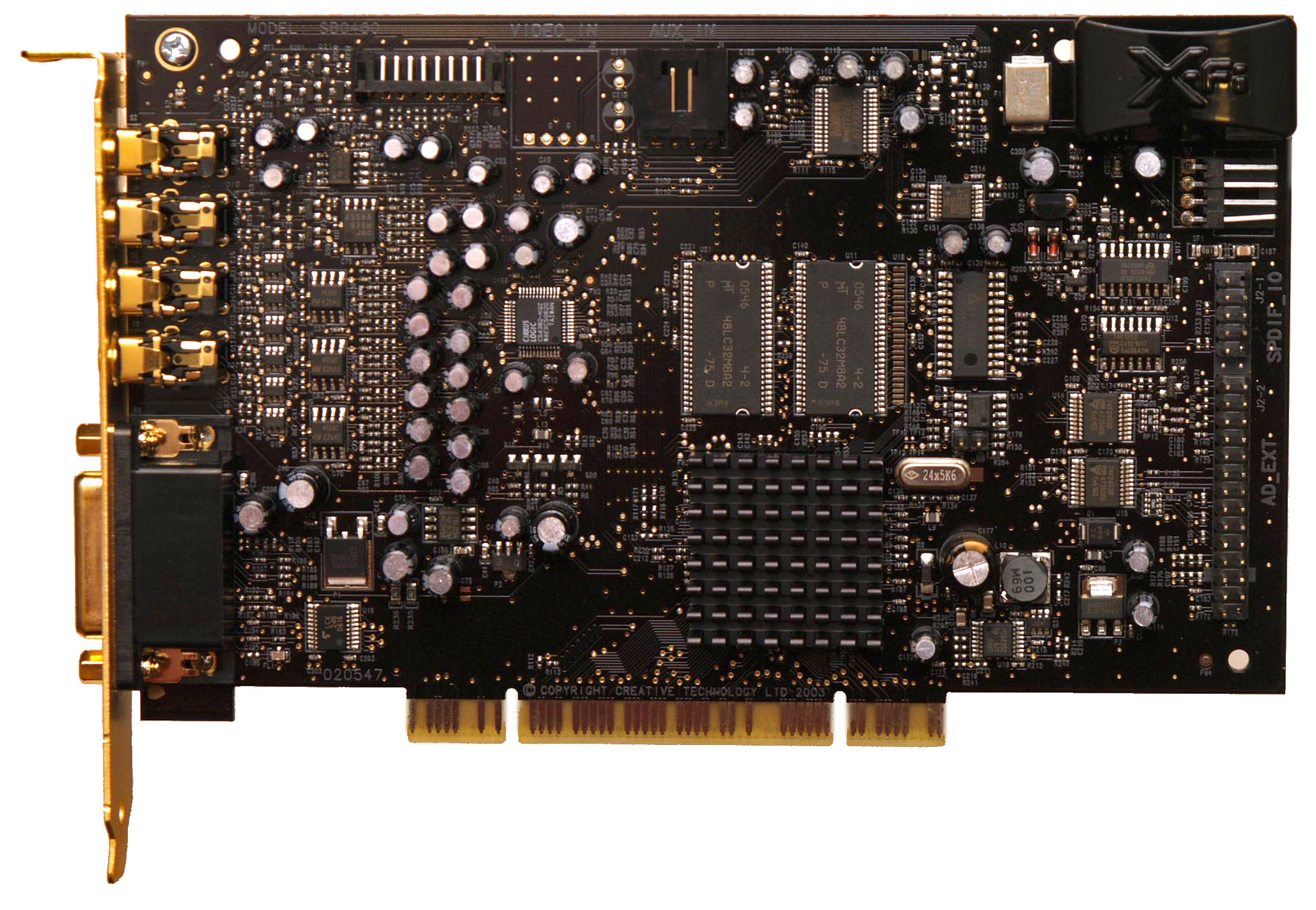
Sound Blaster X-Fi XtremeGamer Fatal1ty Pro

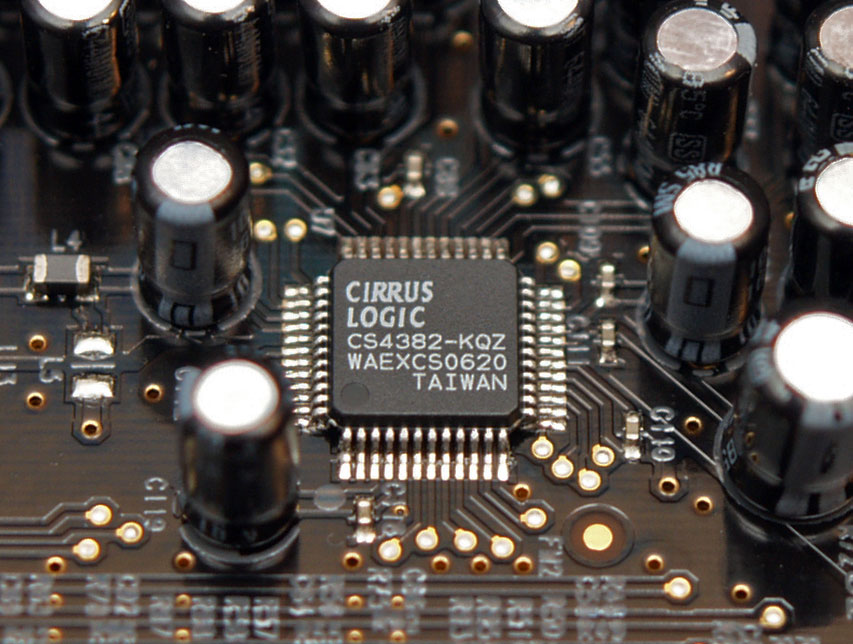
8 kanálový DAC Cirrus Logic CS4382, integrovaný do zvukové karty Sound Blaster X-Fi Fatal1ty.

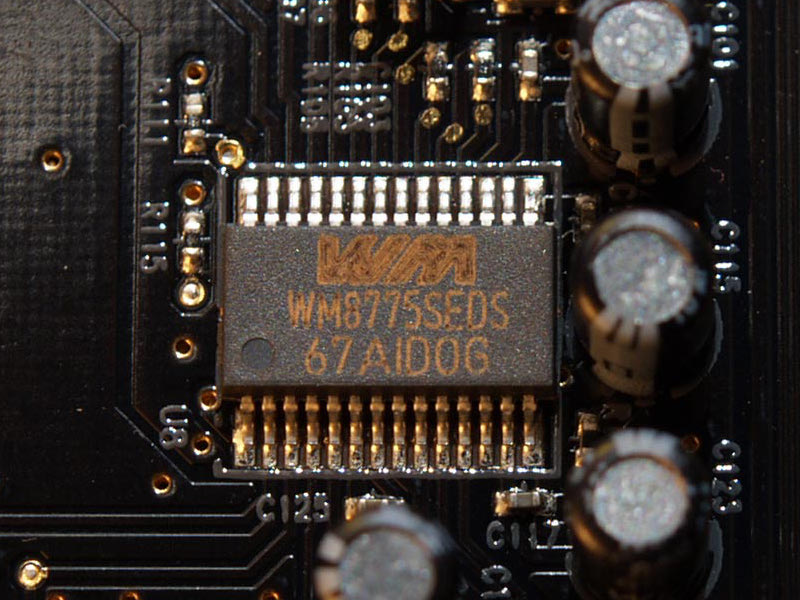
Stereo ADC s vestavěným čtyřkanálovým stereo multiplexerem Wolfson Microelectronics WM8775SEDS, integrovaným do modelu X-Fi Fatal1ty Pro

Sound Blaster X-Fi (anglicky Extreme Fidelity [Extrémní věrnost]) je zvuková karta, která vydána společností Creative v srpnu 2005 v několika konfiguracích: XtremeMusic, Plantium, Fatal1ty FPS, XtremeGamer a Elite Pro. Většina modelů je vybavena audio čipem EMU20K1 vyrobeným procesní technologií 130 nm. Tento čip funguje na frekvenci 400 MHz a obsahuje 51 milionů tranzistorů. Výkon procesoru dosahuje 10 000 MIPS (milionů instrukcí za sekundu), což je přibližně 2,4krát více než u Audigy. Plný výkon procesoru je k dispozici pouze se softwarem poskytovaným společností Creative. Software dodávaný se zvukovou kartou umožňuje použití ve třech režimech: 
- Entertainment Mode (Režim zábavy) - určený k poslechu hudby a sledování filmů.

- Game Mode (Režim hry) v tomto režimu je výkon zvukového procesoru využíván především k vytváření realistických zvukových efektů EAX a zvuku CMSS ve třech rozměrech.

- Režim tvorby zvuku: procesor je používán k MIDI syntéze, překrývání zvukových efektů, vysokokvalitnímu míchání atd. V tomto režimu jsou také k dispozici vzorkovací frekvence násobky 44,1 kHz.

Mezi inovacemi X-Fi lze zdůraznit:
- EAX 5.0, podporující 128 zdrojů 3D-pozicovaných hlasů s čtyřmi efekty, které lze aplikovat na každý. Formát s plovoucí desetinnou čárkou: V X-Fi nový procesor EMU20K1 provádí výpočty spojené s EAX 5.0 ve formátu s plovoucí desetinnou čárkou, což zvyšuje přesnost efektů a vytváří realističtější trojrozměrné zvukové efekty ve srovnání s předchozími verzemi. Použití ve hrách:

- Realistické zvukové efekty: EAX 5.0 umožňuje hrám reprodukovat složité zvukové scénáře, jako jsou ozvěna, odrazy zvuku od stěn a okolního prostředí, vytvářející realističtější zvukové krajiny.

- Ponořující zvuk: Zvukové efekty podporované EAX 5.0 přispívají k vytvoření ponořenějšího a realističtějšího zvukového prostoru ve hrách, zlepšujíce celkový herní zážitek.

- Podpora vícekanálového zvuku přes digitální výstup S/PDIF pomocí technologií Dolby Digital Live a DTS-Interactive.

- Podpora vzorkovacích frekvencí násobků 44,1 kHz a přesné algoritmy pro přepočet vzorkovací frekvence. To řeší problém vysokých úrovní intermodulačních zkreslení při přehrávání zvukových souborů na kartách Sound Blaster Live a Audigy.

- Technologie X-Fi Crystalizer, která má za cíl zlepšit detaily a jasnost zvukových souborů, kompenzující ztrátu kvality, která může vzniknout v procesu stlačování zvukových dat. Provádí analýzu zvukového materiálu a používá speciální zpracovatelské algoritmy s cílem obnovit vysoké a nízké frekvence a zlepšit celkovou jasnost a detail zvukového signálu.

- Technologie X-Fi Crystalizer vytváří dojem plnějšího a jasnějšího zvuku, což může být zvláště patrné při poslechu stlačených zvukových souborů, jako jsou například soubory MP3. Nicméně vnímání tohoto efektu může být subjektivní a názory na vliv X-Fi Crystalizer na zvuk se mohou lišit mezi uživateli.